# Hottarum
Hottarum é um género botânico pertencente à família Araceae.